# Dope aeronáutico

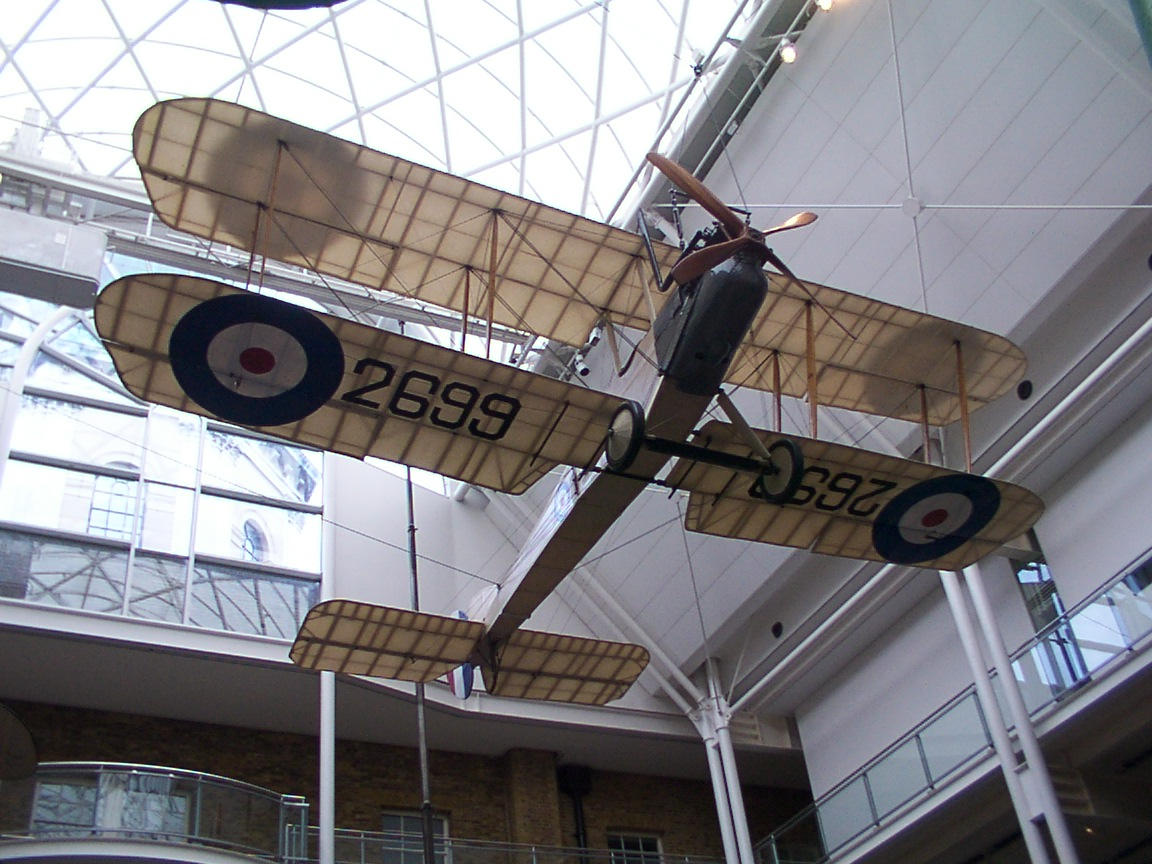
Exemplo de dope aeronáutico aplicado, um Royal Aircraft Factory B.E.2 matrícula 2699 em exibição com empenagem translúcida sem tinta.

Dope aeronáutico ou simplesmente dope é a designação de um tipo de laca de ação plastificante que é aplicada em aeronaves revestidas de tecido. Ela contrai e endurece o tecido esticado sobre as fuselagens, o que os torna herméticos e à prova de intempéries, aumentando sua durabilidade e vida útil. A técnica tem sido comumente aplicada a aviões reais e também e modelos estáticos ou voadores.

## Atributos
As técnicas de aplicação do dope têm sido empregadas na construção de aeronaves desde o início do vôo mais pesado que o ar; o tecido do revolucionário Wright Flyer utilizou do dope, assim como muitas das aeronaves que logo se seguiram. Sem a aplicação do dope, os revestimentos de tecido perdiam durabilidade e, ao mesmo tempo, eram altamente inflamáveis, ambos os fatores os tornando muito menos viáveis.
Na década de 1910, uma grande variedade de agentes de dope passou a ser amplamente utilizada, enquanto fórmulas inteiramente originais eram regularmente introduzidas na indústria. Os agentes de dope típicos incluem nitrocelulose, acetato de celulose e butirato de acetato de celulose. Os dopes líquidos costumam ser altamente inflamáveis; a nitrocelulose, por exemplo, também é conhecida como o propelente explosivo "guncotton". Frequentemente, os dopes têm pigmentos coloridos adicionados para facilitar a aplicação uniforme e estão disponíveis em uma ampla gama de cores.
O dope foi aplicado a vários tecidos de aeronaves, como o madapollam; nas décadas mais recentes, também foi aplicado a poliéster e outros tecidos com trama fina semelhante e qualidades absorventes. Como as coberturas de tecido de poliéster se tornaram um padrão em toda a indústria, o uso de tecidos de algodão e linho foram efetivamente eliminados. Além das mudanças nos materiais aos quais o dope é aplicado, os métodos de aplicação também foram refinados para reduzir o encolhimento, melhorar a aderência e aumentar a vida útil.
Na década de 1910, foi reconhecido que, embora a prática fosse altamente benéfica, certos tipos de agentes de dope representavam um risco para a saúde dos trabalhadores. Embora se acreditasse que os dopes à base de acetato e nitrato apresentavam poucos riscos por si próprios, os compostos voláteis que os dissolviam antes da aplicação eram tóxicos. A profissão médica em várias nações ficou ciente dessa ameaça pouco antes da Primeira Guerra Mundial e promoveu a necessidade de ventilação adequada no local de trabalho em fábricas onde o dope era realizado como uma medida atenuante. Especificamente no Reino Unido, estudos foram realizados sobre os impactos potenciais sobre a saúde de vários tipos de dope, concluindo que aqueles produzidos de acordo com as especificações da Royal Aircraft Factory os tornavam menos sujeitos a resultar em doenças do que vários outros. Investigações sobre problemas de saúde em torno dos dopes também foram conduzidas durante a Segunda Guerra Mundial.
Devido a motores mais potentes e técnicas aerodinâmicas avançadas, o uso de alumínio (e subsequentemente de compósitos) suplantou o tecido como o material primário usado na indústria de aviação na segunda metade do século XX. Várias aeronaves leves, incluindo planadores, kits feitos em casa e aeronaves esportivas leves, continuaram a usar tecidos. Assim, as técnicas de dope continuam a ser empregadas, embora em menor grau do que no início da aviação. Existem vários métodos de cobertura que não usam processos de revestimento de dope, uma vez que foram concebidos métodos de tratamento alternativos. Materiais e técnicas idênticas devem ser usadas durante a manutenção como foram empregadas na construção, portanto, aeronaves construídas tradicionalmente continuam a usar técnicas de dope ao longo de suas vidas operacionais.

## Acidentes
Numerosos acidentes ocorreram como resultado do uso incorreto de técnicas de aplicação do dope. Exemplos de erros comuns incluem misturá-lo com outros produtos químicos, seu uso em tecidos errados ou sua aplicação em superfícies contaminadas ou mal preparadas.
Durante a investigação do desastre do dirigível R101 em 1930, foi constatado que práticas impróprias de uso de dope resultaram no tecido do dirigível tornar-se quebradiço e fácil de danificar.
Entre as hipóteses para o desastre do dirigível Hindenburg de 1937, a "Teoria da Pintura Incendiária", apresentada por Addison Bain, é que uma faísca entre segmentos de cobertura de tecido inadequadamente aterrados do Hindenburg iniciou o fogo, e que a faísca acendeu a "altamente inflamável entelagem externa com dope de óxido de ferro e butirato de acetato de celulose impregnado de alumínio (CAB), que permanecem potencialmente reativos mesmo após a cura total. Essa hipótese foi contestada.
Em 27 de abril de 1995, o projetista, construtor e figura significativa de aeronaves caseiras, Steve Wittman e sua esposa morreram quando seu "Wittman O&O Special" quebrou em voo devido à delaminação e separação do tecido da asa, resultando em vibração aeroelástica da asa. A investigação do US "National Transportation Safety Board" constatou que as camadas e tipos de dope que foram usados na aeronave não tinham "as melhores qualidades adesivas" e referiu-se ao "Manual de Revestimento e Pintura de Polifibras" para processos adequados de uso.